# Iramba (peuple)
Pour les articles homonymes, voir Iramba.

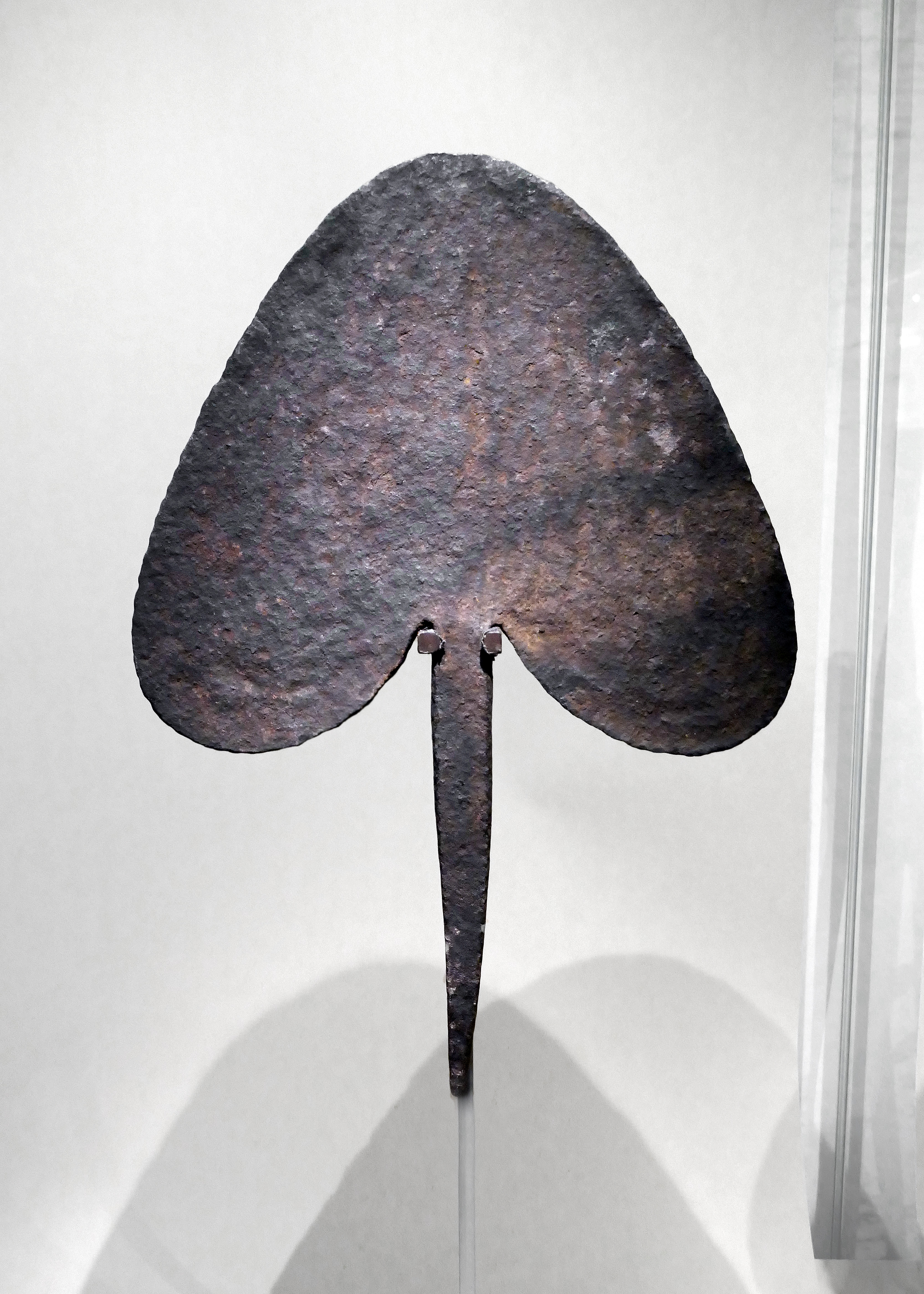
Monnaie en forme de lame de houe (40,5 cm).

Les Iramba (ou Aniramba, Nilamba, Nyilamba, Nyiramba, Waniramba) sont une population d'Afrique de l'Est vivant au centre-nord de la Tanzanie, dans la région de Singida ou celle de Shinyanga.

## Langue
Leur langue est l'iramba (ou kiniramba, nilamba), une langue bantoue dont le nombre de locuteurs était évalué à 682 000 en 2016. En 1923, le nombre d'Iramba avait été estimé à 115 000.

## Histoire
Jusqu'au début des années 1970, les Irambas vivent en communautés isolées, mais en 1974 le gouvernement lance un programme Ujamaa qui les regroupe dans de grands villages où l'éducation, l'agriculture commerciale et le contrôle politique sont plus faciles à mettre en place.

## Mode de vie
Ceux qui vivent en milieu rural plantent du sorgho, du mil et du maïs. Ils élèvent du bétail, des moutons et des chèvres. Outre les productions vivrières, certains produisent des arachides et de l'huile de ricin à des fins de commercialisation.

## Religion
L'islam a été introduit chez les Irambas au XIXe siècle par l'intermédiaire des marchands d'esclaves venus au centre du pays.
Plus de la moitié des Irambas se déclarent musulmans (Sunnites), mais beaucoup sont peu pratiquants au quotidien et les croyances animistes traditionnelles restent très vivaces. Ils invoquent notamment les faiseurs de pluie.
Certains sont également chrétiens. Cependant les données restent incertaines, car le dernier recensement pour lequel la religion faisait l'objet d'un questionnement est celui de 1967.